# 法勝寺 (鳥取県南部町)
法勝寺（ほっしょうじ）は鳥取県西伯郡南部町の地名。旧西伯郡法勝寺村。郵便番号は683-0351（米子郵便局管区）。

## 地理
国道180号を中心にして、法勝寺川、新宮谷川、東長田川に囲まれた地域の大部分と、法勝寺川より島根県側の一部が現在の住所表記上の大字「法勝寺」にあたる。南部町役場法勝寺庁舎（旧西伯町役場）が設置されており、行政面において南部町の中心地域である。旧西伯町制以前の旧法勝寺村の地域を「法勝寺地区」と呼ぶこともある。
法勝寺川沿い土手、法勝寺城跡の城山公園は桜の名所として知られ、春には多くの花見客が訪れる。

## 歴史
法勝寺の名が文献で探られるのは、山名氏系図に山名満幸が法勝寺知行（領地にした）と書かれているのが古い。兄が八橋知行、弟は幸松といい、これは尾高の行松氏に間違いなく、さらに弟に大坂九郎があるがこれも旧中山町を領していたと推定される。長兄義幸が日野に移住したことは病弱のみでなく、鉄産地日野を支配し山名の領国制をかためるためであった。その頃伯耆は時義が支配していたのであろう。よって義幸をはじめ師義の子たちは多く西伯耆に分家したとみていい。したがって少年であった満幸が西伯耆の要所法勝寺を占拠したことは充分うなずける。そのことがまた野心児満幸に反乱の芽を生みつけた一因でもあろう。
嫡統である義幸、満幸と家を継いだ時義、時熙、氏之との対立はその少年期から芽生えつつあった。そして時熙打倒となりまた明徳の乱になり、その時熙、氏之に敗れる結果になるのである。満幸の法勝寺在住は短く、伯耆守護となった期間も長くはない。守護となれば倉吉の守護所に移ったであろうから、法勝寺に遺した痕跡はすぐに消えていよう。ここで考えられることは、明徳年間以前に法勝寺という寺名が地域名になっていることである。もちろん満幸が法勝寺という寺に住むはずはない。法勝寺という地域はかなり広い範囲で旧西伯町の大部分はそれであったと思われる。少し時代は下るが、出雲岩屋寺文書に「伯州法勝寺之内八国寺」（天正14年）とあるのは法勝寺内を地域名とみる一証としたい。また満幸が法勝寺にいたからには軍事的な拠点として法勝寺城も考えねばなるまい。
山名系図によると満幸のあとは師幸が継ぎ、持幸、宗幸が続く。宗幸には遠江守という子があり、これが法勝寺を継いだことになっている。実名はわからない。
城は原則として地名によって呼ばれる。したがって、法勝寺という地名の方が城に先行するのである。法勝寺という地名は明らかに寺名か寺領かに起源がある。地名としての法勝寺は室町時代初期に成立したであろう。
近世以降は、長く村として存在し（「伯耆国法勝寺村」）、特に江戸時代には宿場として栄える。藩政時代の主要街道は、旧出雲街道である米子・溝口・二部・根雨・板井原というコースと、新出雲街道である米子、天万、二部経由の往来である。これに対し、法勝寺を通過する法勝寺街道は、いわゆる「脇街道」として発展した。脇街道といってもこの道は、米子から奥日野を経由して備後方面へと結ぶいわば備後街道であり、また雲州から法勝寺、金山、二部を経て上方へ通じる庶民の道としても盛んに利用され、法勝寺はその要衝として300年近く繁栄した。法勝寺宿は、1651年鳥取藩内9駅の一つとして駅馬20頭が置かれたのが宿場の始まりである。出雲御三家の家中のほか、藩役人にも利用され、また行商人、社寺参り、旅芸人、飛脚、荷牛馬などたくさんの出入りがあった。中でも日野産の鉄や雲州木綿の流通の中継地として、この地方の産業経済の発展に果たした役割は大きかった。
その後法勝寺村は1955年3月30日に周辺の天津村・大国村・上長田村・東長田村と合併して西伯町となり、旧法勝寺村のうち法勝寺集落が大字法勝寺となった。2004年10月1日には、西伯町が会見町と合併して南部町となり、住所表記上の「大字」は撤廃された。

## 同名の地名
米子市の法勝寺町は、かつてこの南部町法勝寺から移住した人々がつくった町である。

## 交通

### 鉄道
現在は南部町内に鉄道は通っていないが、日ノ丸自動車法勝寺電鉄線が1967年（昭和42年）まで米子と法勝寺までの間を結んでいた。

### 道路
- 国道180号：法勝寺の中心部を南北に通過している。北は米子市方面、南は日南町方面へ連絡。
- 鳥取県道104号西伯伯太線：国道180号「西伯小学校入口」交差点から西へ分岐し、県境を越えて島根県安来市伯太町赤屋方面へ延びている。

### 路線バス
- 日ノ丸自動車[1]
  - 上長田・大木屋線：祇園町日ノ丸前 - 米子駅 - 石井 - 上阿賀 - 法勝寺中 - 下鴨部日ノ丸車庫 - 上長田車庫 - 大木屋車庫
    - 米子市街と南部町の間を結ぶ系統。
- 南部町ふれあいバス
  - 南部町各所を巡るコミュニティバス。運行は日ノ丸自動車への委託。各系統が法勝寺庁舎を経由する。

## 主な施設・旧跡
- 南部町役場法勝寺庁舎
- キナルなんぶ
- 南部町立法勝寺中学校
- 南部町立西伯小学校
- 西伯郵便局
- 法勝寺城